# Francisco Acuña
Francisco Javier Acuña Víctor (Hermosillo, Sonora; 19 de enero de 1988) es un exfutbolista mexicano y jugaba en la posición de Mediocampista. Actualmente se desempeña como gerente deportivo en el equipo de Cimarrones de Sonora de la Liga Premier MX.

## Trayectoria
Su debut en el fútbol mexicano se da en el torneo clausura 2004 de la Tercera División de México con los Búhos de Hermosillo. Su momento cumbre en el equipo fue en el torneo apertura 2004 del Promocional Pacífico de la tercera división mexicana, cuando los emplumados universitarios se enfrentaron en la final a los Garbanceros de Guamúchil. Tanto el juego de ida en Sinaloa, como el de vuelta en el Estadio Héroe de Nacozari resultaron 2-2, siendo el global un 4-4. Fue en tiempos extras cuando Javier "Jicamita" Acuña anotó el decisivo tanto que puso el global 5-4 y otorgó el primer título para un club Sonorense en el fútbol mexicano. Auguraba lo que sería su debut en Tigres de la Universidad Autónoma de Nuevo León.
Después del clásico contra el Club de Fútbol Monterrey, donde marcó uno de los mejores debut de la historia del fútbol mexicano al participar en todos los goles de Tigres, realizando tres asistencias y anotando el cuarto gol, tuvo unas participaciones más como sustituto de Tigres de la UANL incluso llegando a jugar los cuartos de final contra el equipo del Atlante, sin embargo Tigres terminaría siendo eliminado por marcador global de 2-2, pero como Atlante estaba mejor posicionado en la tabla clasificaría a semifinales.
En la temporada Clausura 2009 entró a jugar 45 minutos de cambio en el partido contra Jaguares. De ahí en adelante Acuña no volvió a aparecer en la banca hasta que José Néstor Pekerman lo convocó para jugar de titular contra Chivas, Acuña salió de cambio en el segundo tiempo por Mario Ruiz. Tigres de la UANL terminaría ganando ese juego 1-0.
Su próxima aparición fue en la banca en el Clásico Regiomontano entró de cambio al mintuo 60 por Mauricio Romero Alvizu, Acuña jugó 33 minutos. El juego terminaría empatado 0-0.
Acuña estuvo en la banca los 90 minutos del juego de los Tigres de la UANL, contra el Necaxa.
La próxima vez que estuvo en la banca fue en el juego de los Tigres de la UANL contra el equipo del Monarcas Morelia en el que por otra ocasión estuvo en la banca los 90 minutos del juego.
Para el Apertura 2009 Acuña no estuvo en la banca en los primeros cuatro juegos, pero en el quinto juego contra Pumas U.N.A.M., entró de cambio en lugar de Gastón Fernández al minuto 85 y alcanzó a jugar 10 minutos.
En el torneo Bicentenario 2010 entró de cambio en algunos juegos, y en dos empezó de titular pero su mejor partido del torneo fue contra Atlante cuando entró de cambio al minuto 60 y al minuto 65 marco un gol de volea con la pierna derecha y luego 3 minutos después volvió a marcar su segundo gol del juego para darle la victoria a Tigres por marcador de 2-1.
Para el torneo Apertura 2010 Ricardo Ferretti lo ha considerado en el primer equipo y en la primera jornada entró de cambio por David Toledo al minuto 70 contra Queretaro.
Pero a partir de la segunda jornada empezó de titular contra Necaxa gracias a la lesión de David Toledo, en ese juego contra Necaxa Acuña tuvo una gran actuación al dar una asistencia para Lucas Lobos y anotar el segundo gol de Tigres desde afuera del área, de ahí en adelante fue titular los siguientes 16 juegos siendo uno de los jugadores más regulares del equipo con 3 anotaciones.
Debido a la contratación del brasileño Danilinho, Acuña perdió la titularidad para el Clausura 2011, teniendo buena participación en los 11 partidos que entró de cambio, con un total de 200 minutos y anotando un gol.
Para el Torneo Clausura 2013 de la Liga MX el "messi" es cedido en calidad de préstamo al San Luis Fútbol Club  esto es para darle más minutos dentro del terreno de juego. y para el Apertura 2013 había sido cedido al Atlante, pero jamás participó. para el Clausura 2014 se presentó como refuerzo de Monarcas.
En 2020, Francisco Acuña se integró al recién creado Atlético Ottawa, equipo filial del Atlético de Madrid para participar en la Canadian Premier League. Dicho club significó la internacionalización a nivel clubes.

## Palmarés
| Título                                | Club                | País   | Año  |
| ------------------------------------- | ------------------- | ------ | ---- |
| Tercera División Promocional Pacífico | Búhos de Hermosillo | México | 2004 |
| Tercera División Promocional Pacífico | Búhos de Hermosillo | México | 2005 |
| Liga MX                               | Tigres UANL         | México | 2011 |
| Copa MX                               | Puebla              | México | 2015 |